# Kidō Senshi V Gundam
Kidō Senshi V Gundam (機動戦士Vガンダム) est un jeu vidéo de type run and gun développé et édité Bandai en 1993 sur Super Nintendo. C'est une adaptation en jeu vidéo de la série basée sur l'anime Mobile Suit Gundam et notamment Mobile Suit Victory Gundam,.